# SITD
SITD (Abkürzung für: „Shadows in the Dark“, häufig stilisiert als [:SITD:]) ist eine deutsche Futurepop- und Aggrotech-Musikgruppe, bestehend aus Carsten Jacek (Stimme), Thomas Lesczenski (Musik und Stimme) und Frank D’Angelo (Musik und Backing Vocals).

## Geschichte
SITD wurde im Frühjahr 1996 unter dem Namen Shadows in the Dark von Carsten Jacek (Gesang) und Thorsten Lau (Musik) in Bochum gegründet. In den Jahren 1996 bis 1999 erschienen einige Samplerbeiträge sowie, in sehr geringer Auflage, die Alben Trauerland (1996) und Atomic (1999). Thorsten Lau verließ die Gruppe im weiteren Verlauf. Thomas Lesczenski kam 1999 hinzu.
2001 verstärkte sich SITD mit André Sorge (heute bei Contaminant) als Keyboarder. Das Jahr gestaltete sich für SITD als Meilenstein: Das Stück Snuff Machinery wurde überraschend zum Club-Hit und erschien wenig später auf dem erfolgreichen Septic II-Sampler. Ein Auftritt im Vorprogramm von VNV Nation gab einem größeren Publikum erstmals Zugang zu SITD. Snuff Machinery blieb über Wochen hinweg ein Dauerbrenner. André Sorge stieg wenig später aus.
Accession-Records verlegte 2002 die Snuff EP und SITD erlangte erstmals internationale Beachtung. In den Deutschen Alternative Charts (DAC) erreichte das Lied Platz 1 (in der Jahreswertung Platz 10). Das Album Stronghold erschien 2003 ebenfalls auf Accession-Records. Der Keyboarder Francesco D’Angelo verstärkte SITD bei Auftritten. SITD spielte bei diversen Festivals und Konzerten.

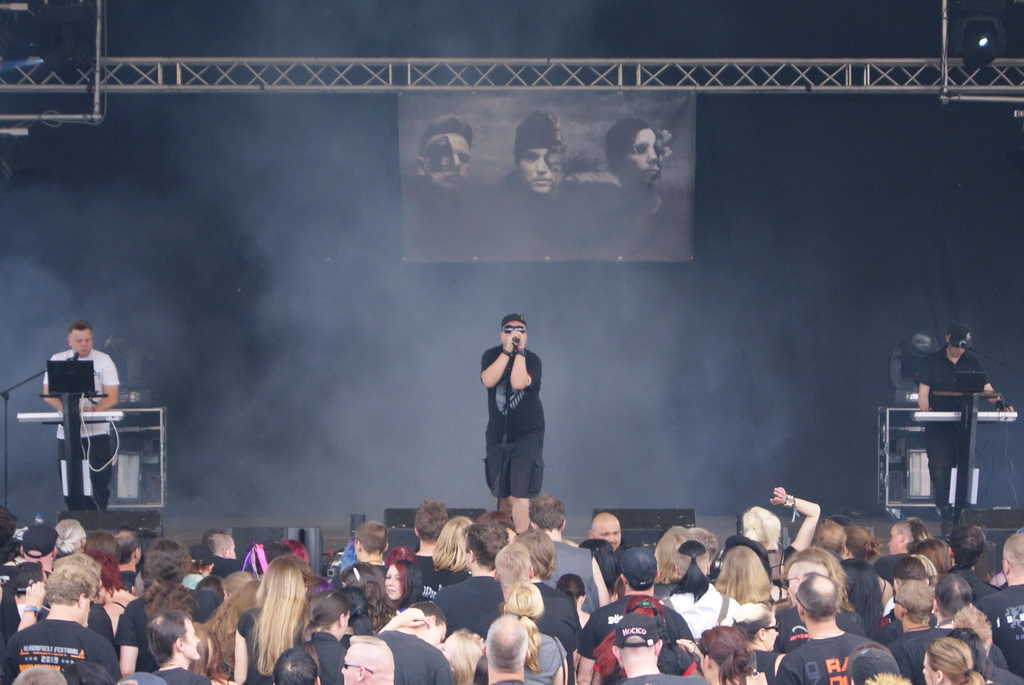
Live auf dem Blackfield Festival 2010

Die Maxi-CD Richtfest mit drei Liedern und vier Remixen des Titelstücks, darunter einem von Suicide Commando, für die man selbst 2003 und 2010 Remixe anfertigte, erschien im Februar 2005 auf Accession-Records. Richtfest erreichte Platz zwei in den DAC-Charts, was durch eine achtwöchige Aufenthaltsdauer am Jahresende einen 12. Platz in den Single-Jahrescharts ergab. Wenig später folgte das zweite Album Coded Message 12, begleitet von der Tour „Coded Message 12“.
2006 feierte die Band ihr 10-jähriges Jubiläum. Zeitgleich wurde ein deutschsprachiges Fan-Forum für [:SITD:] online gestellt. Im Juli 2007 erschien das auch als Maxi-CD erhältliche Kreuz:gang auf dem Tonträger Klangfusion Vol.1. Wenig später wurde das dazugehörige Album Bestie:Mensch veröffentlicht. Am 30. Oktober 2009 erschien das schlicht Rot betitelte nächste Album. Am 18. November 2011 wurde zum 15-jährigen Bandjubiläum die CD-Box ICON:KORU – 15th Anniversary Collector’s Box herausgegeben. Das Album Dunkelziffer erschien 2014, 2019 folgte das bislang letzte Album Stunde X – erstmals in Zusammenarbeit mit dem Independent-Label Infacted Recordings. Am 1. März 2024 wurde die digitale Single Brieselang (welche das „Brieselanger Licht“ thematisiert) als erste Auskopplung aus dem angekündigten neuen Album Welt:Ende veröffentlicht.

## Stil
Der typische Sound von SITD zeichnet sich durch harte Electrobeats mit stiltypischen Trance-Elementen und aggressivem Gesang aus. Die Texte beinhalten meist apokalyptische und gewaltimmanente Themen.

## Diskografie

### Studioalben
- 1996: Trauerland (CD/Tape, Eigenproduktion)
- 1999: Atomic (CD, Eigenproduktion)
- 2003: Stronghold (CD, Accession Records)
- 2005: Coded Message:12 (CD/Limited Box-Set, Accession Records / Indigo)
- 2007: Bestie:Mensch (CD, Accession Records / Indigo)
- 2009: Rot (CD, Accession Records / Indigo)
- 2011: Icon:Koru  (4-CD-Box, Accession Records / Indigo)
- 2014: Dunkelziffer (CD/LP, Scanner)
- 2017: Trauma:Ritual (LP, CD, Scanner )
- 2019: Stunde X (LP, CD, Infacted Recordings)
- 2024 t.b.c.: Welt:Ende (CD, Infacted Recordings)

### Singles und EPs
- 2002: Snuff E.P. (EP, Accession Records)
- 2003: Laughingstock (MCD, Accession Records)
- 2005: Richtfest (MCD, Accession Records / Indigo)
- 2005: Odyssey:13 (EP, Accession Records / Indigo)
- 2007: Kreuz:Gang (MCD, Accession Records / Indigo)
- 2016: Brother Death (EP, Accession Records / Indigo)
- 2019: Sturmlicht (EP, Infacted Recordings)
- 2019: Requiem X (EP, Infacted Recordings)
- 2024: Brieselang (Single, Infacted Recordings)